# Rue Tupin
La rue Tupin est une voie publique du 2e arrondissement de la ville de Lyon, en France.

## Situation
La rue, d'orientation ouest-est traverse la Presqu'île de Lyon en reliant les rues Mercière et Grolée et coupant successivement les rues de Brest, Édouard-Herriot, Quatre-Chapeaux, Palais-Grillet, et République. Dans sa partie médiane, à la jonction des rues Édouard-Herriot et Quatre-Chapeaux, se trouve la place Francisque-Regaud qu'elle tangente.

## Origine du nom
Le nom de Tupin provient du jeu d'adresse tupineis qui consiste à ce qu'un cavalier au galop parvienne à enfiler sa lance dans l'anneau accroché sous un pot de terre dit tupin rempli d'eau, sans en répandre autrement que sur la croupe de son cheval et sans être lui-même mouillé. Ce nom est attesté dès le XVe siècle.

## Histoire
Selon Louis Maynard, la rue porte également le nom de rue Pépin dans certains titre anciens, du nom d'une enseigne représentant le roi Pépin luttant contre un lion. Adolphe Vachet rapporte que l'almanach de la ville de Lyon de 1745 mentionne cette enseigne et indique qu'à l'époque, la rue Tupin était appelée indifféremment rue Tupin ou rue Pépin.
Elle a également porté le nom de rue de la Lune, provenant d'une enseigne, tandis que la partie orientale entre les actuelles rues Grolée et République se nommait rue des Bésicles. Sur le plan de Lyon de 1735 relevé par Claude Séraucourt, la portion entre les rues Quatre-Chapeaux et Grolée porte successivement les noms de rue des Fanges qu'elle absorbe à une date indéterminée et rue des Besicle,.

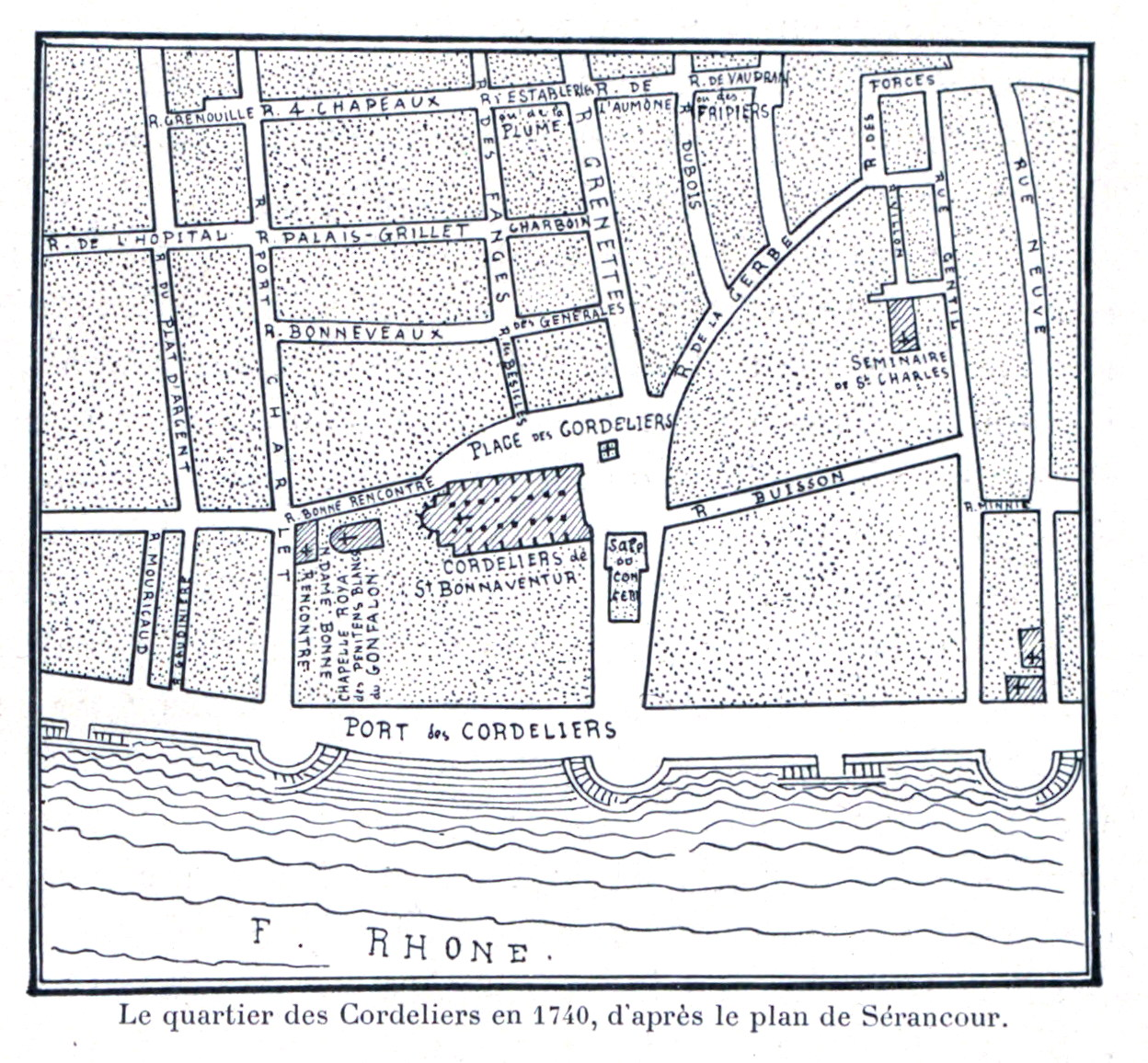
Extrait d'un plan paru en 1908, d'après celui de Claude Séraucourt de 1735. Au centre, attestation des noms rue des Fanges et rue des Besicles.

En 1827, le premier essai de réverbère au gaz de Lyon est établi dans la rue Tupin-Rompu par l'ingénieur Jules Renaux.
En 2016, la rue est réaménagée en zone de rencontre en même temps que quatre autres du quartier, réaménagement complété par une végétalisation en 2024, apportant arbres et arbustes à quatre de ces cinq rues, dont la rue Tupin.

### Anciennes rues absorbées
Les rues du Cornet et de la Lune ont été absorbées en 1854 par la rue Tupin.
La rue Tupin-Rompu est une coursive qui aboutissait à la rue Tupin, attestée en 1860 et qui a été détruite lors de la construction du quartier Grôlée. Elle a été absorbée par la rue Tupin lors de l'opération.
Il a existé une Petite rue Tupin, mal située mais attestée en 1813, qui devait être attenante.

## Bâtiments remarquables et lieux de mémoire
Au numéro 15, une société de cuirs et peaux née en 1895 existe jusqu'au début du XXIe siècle.
Le numéro 16 de la rue Tupin abrite le lieu de naissance de Pauline Jaricot. Ses parents déménagent ensuite au numéro 25 de la même rue.
Le parc de stationnement du numéro 18 a été entre 1908 et 1945 le siège de la société Lyonnaise de froid industriel, qui produisait de la glace alimentaire. Ensuite, le site a été le garage Gaudard, qui a fait ouvrir les fenêtres de la façade.
Au 25, le restaurant « le Jura » existe depuis 1867, et le décor intérieur a été réalisé en 1930.

## Galerie

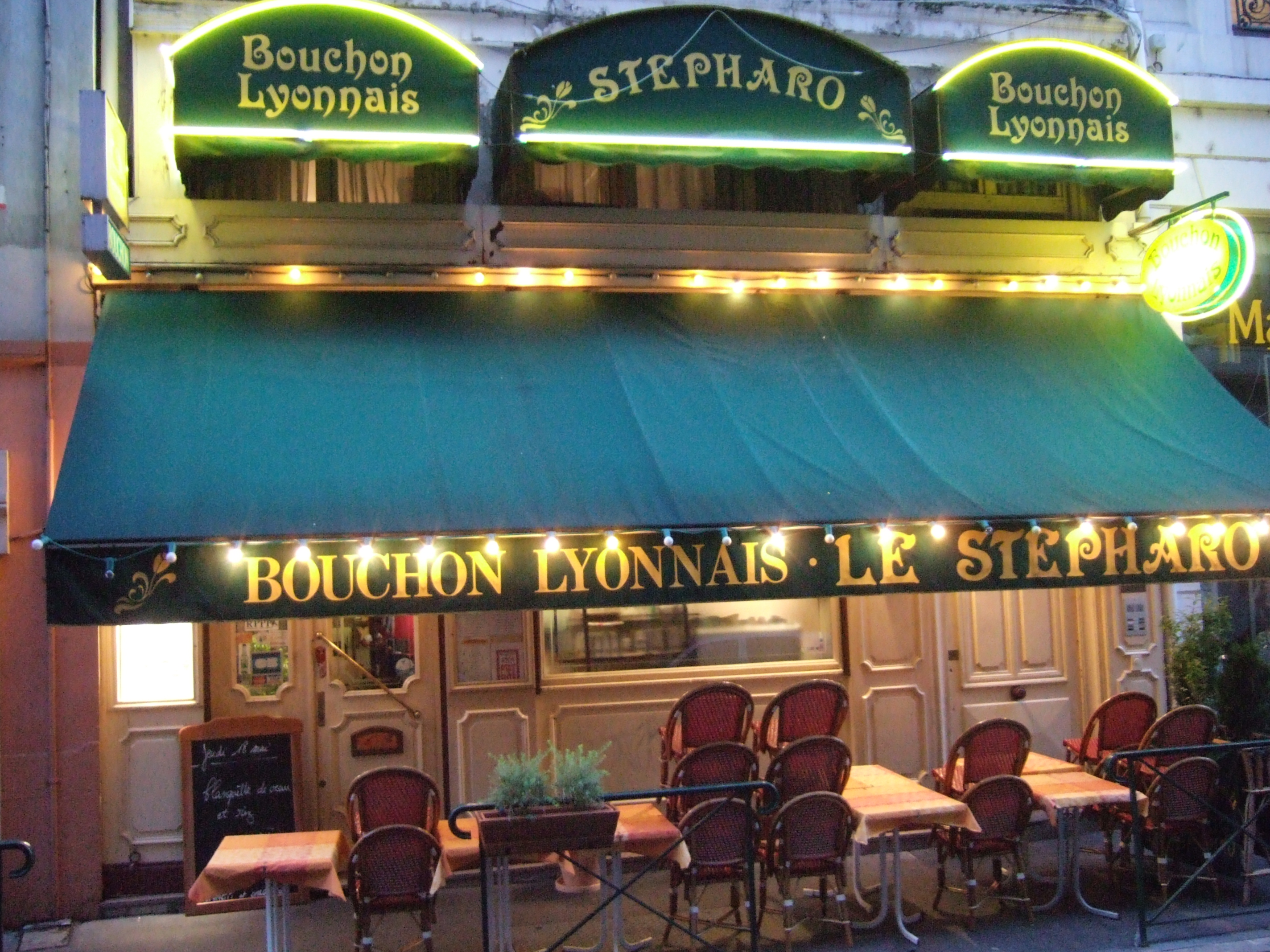
L'ancien restaurant Stepharo en 2006, aujourd'hui Café comptoir Chez Sylvie, au 30, rue Tupin.
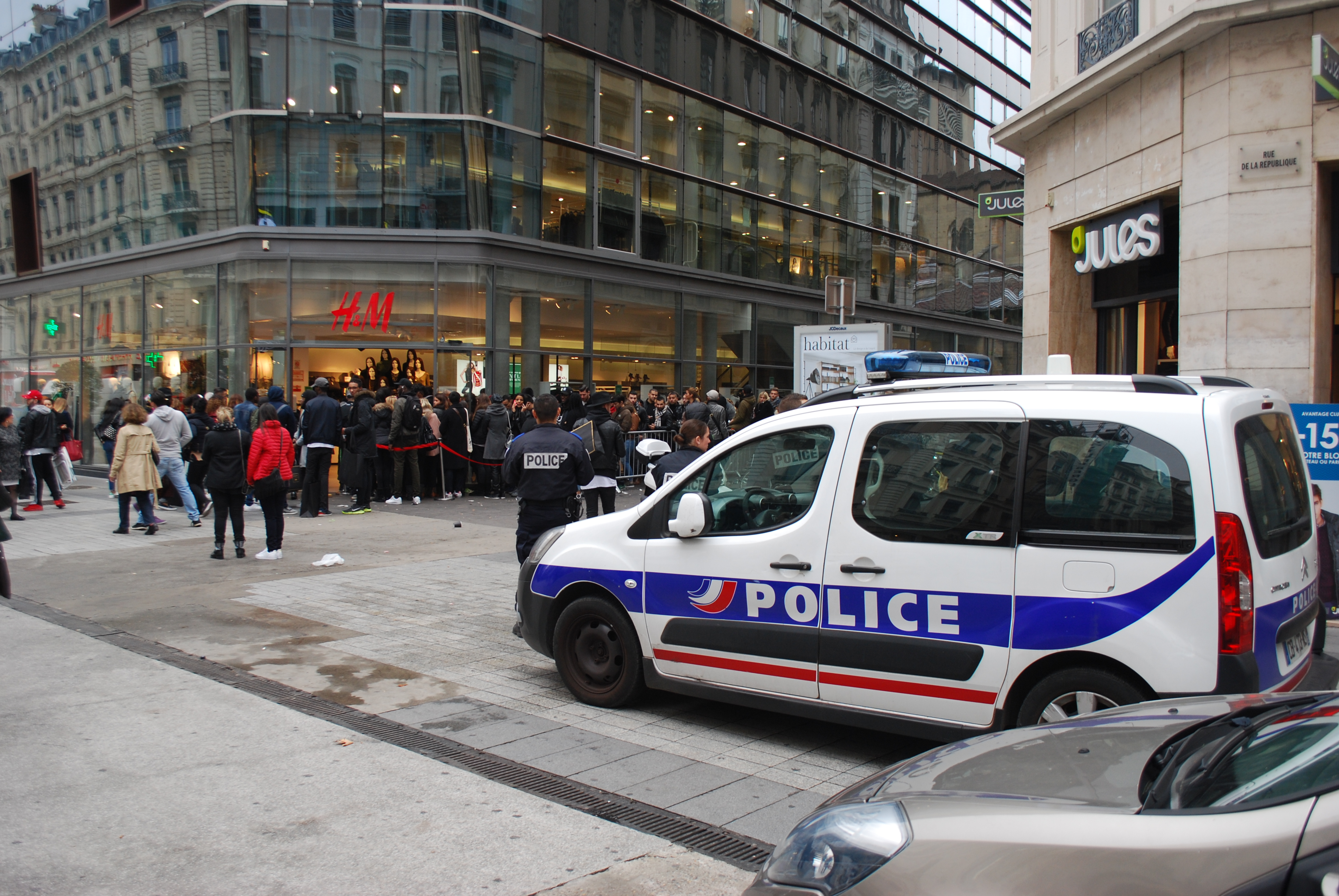
L'angle des rues Tupin et République
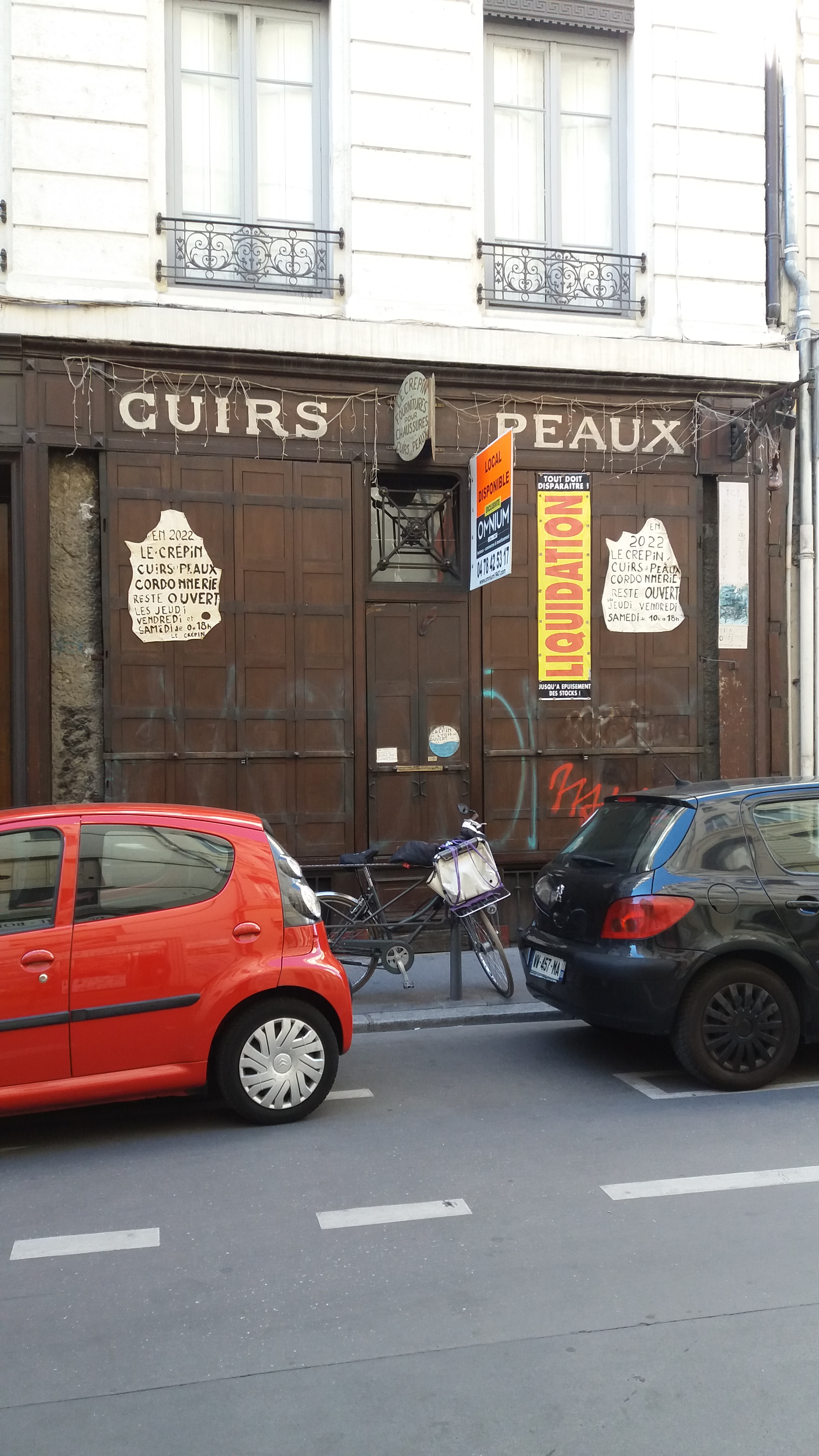
La boutique Crépin de Lyon
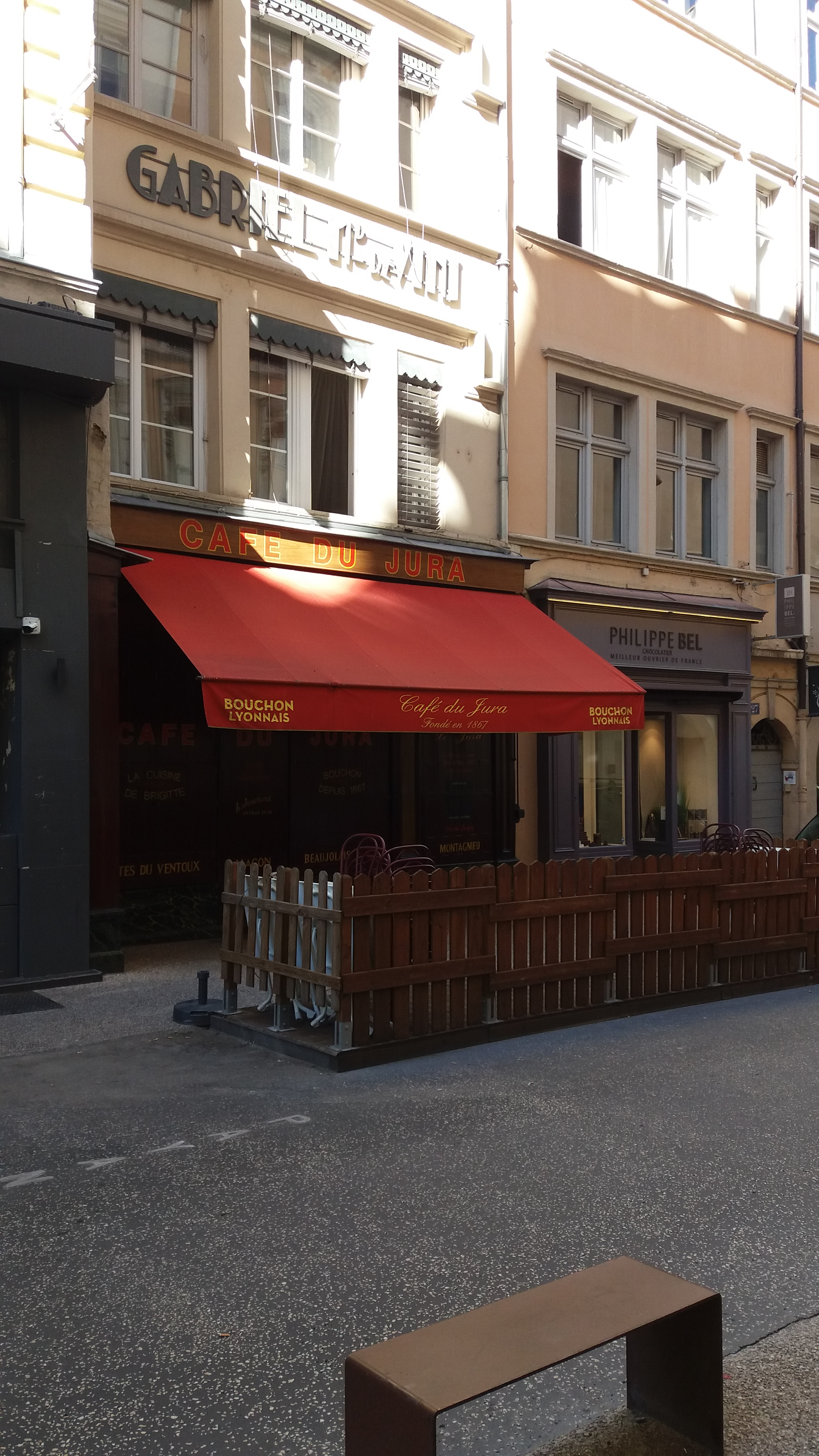
Restaurant "Café du Jura"
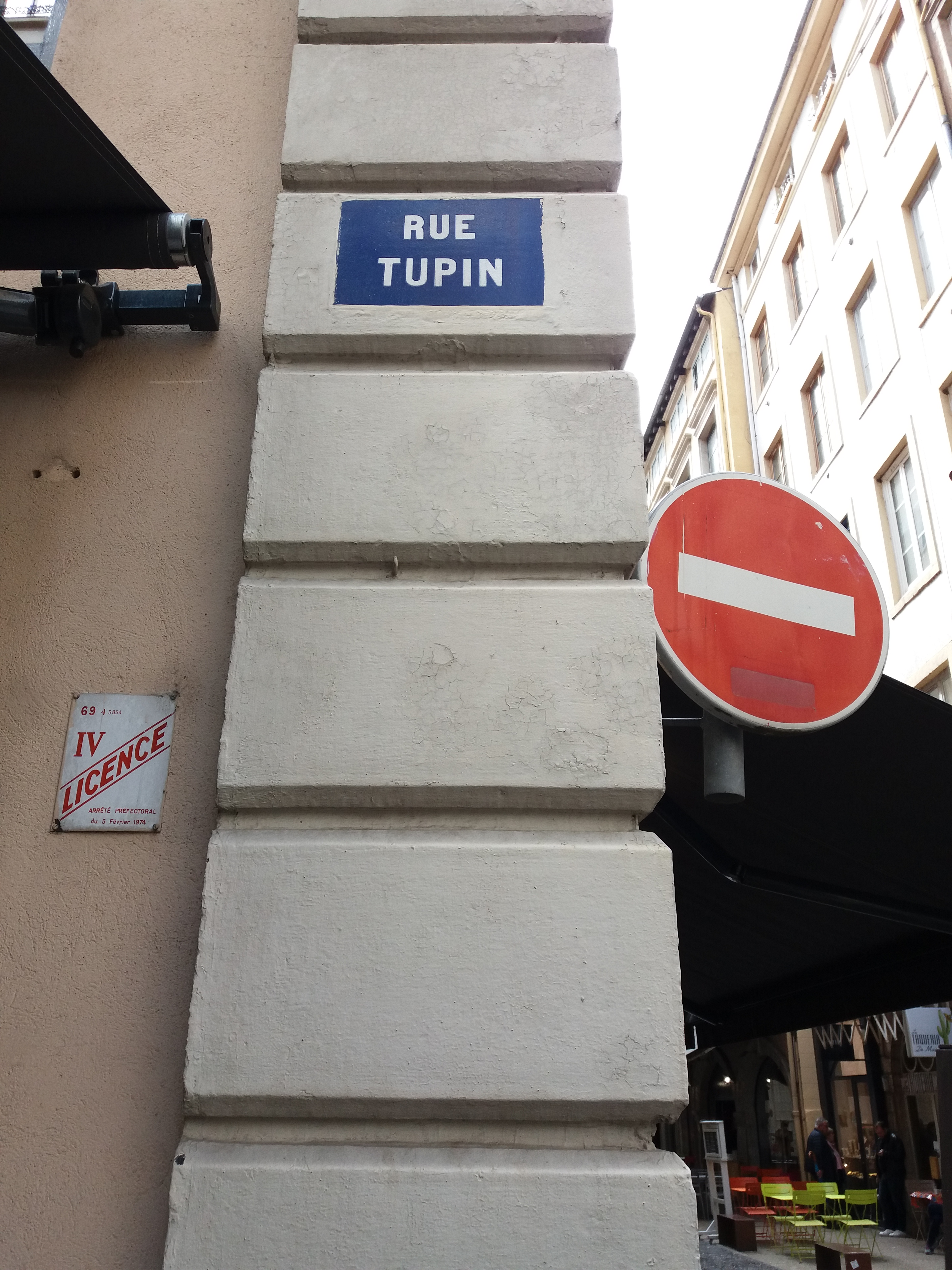